# Molekuláris tetoválás
A molekuláris tetoválás egy új eszköz az optofarmakológiában, mely fényaktiválható molekulák és a kétfoton mikroszkópia kombinációja. Alkalmazása során a gyógyszer hatása speciális lézerfénnyel egyedi sejtekre korlátozható („tetoválható”), míg a célterületen kívül sem a gyógyszer hatása, sem a mellékhatása nem mutatható ki.  Mindez lehetővé teszi alkalmazását szervrendszeri, egyedfejlődési, jelátviteli folyamat vizsgálatában a korábbi optofarmakológiai módszerekkel ellentétben. Ezenkívül komolyabb perspektívát nyújt a gyógyszerkutatásban is, mivel alkalmazása során nincs szükség genetikai módosításra.

## Bevezető
A bioaktív hatóanyagok alkalmazását kutatásokban eddig jelentősen korlátozta, hogy nem sikerült megoldani a szervezeten belüli pontos célba juttatásukat a sejtek vagy sejtalkotók szintjén. Az utóbbi évtizedben a lokális hatások kiváltására a fény alkalmazása került a középpontba, ami forradalmasította az idegrendszeri kutatásokat. A fényérzékeny molekulák fotoaktiválása révén számos biokémiai folyamat vezérelhetővé vált, a lézeres mikroszkópia pedig lehetővé tette a kiváltott hatás pontos lokalizálását a biológiai mintában. A fotokémiai eszköztár ma két fő megközelítési módot tartalmaz: optogenetika és optofarmakológia.
A közelmúltban kidolgozott új optofarmakológiai technológiát molekuláris tetoválásnak nevezték el.
A molekuláris tetoválás esetében nem kell számolni az optogenetika és az „uncaging” (lásd: optofarmakológia) technikai korlátaival, az eljárás pedig mindemellett a legtöbb felhasználási területen könnyen alkalmazható.

## A molekuláris tetoválás működési elve
A legtöbb vegyület nagy koncentrációban mellékhatásokat válthat ki, amelyek befolyásolhatják egy kísérlet kimenetelét. A molekuláris tetováláshoz azonban a fotoreaktív gyógyszer molekulák alacsony (a Kd értéknél kisebb) koncentrációban szükségesek, amelyek így megakadályozzák a nem kívánt hatásokat. Az egymást követő besugárzás következtében a célmolekulák még ilyen alacsony koncentrációnál is telítődnek a kovalensen kötött ligandumokkal, míg a nem kötött ligandok a vízzel reagálva inaktívvá válnak. A célvegyületek fotoreaktívitását a lehetséges legkisebb kémiai szerkezeti változtatással, az azidálással biztosítják.
Az így módosított azidált hatóanyag megfelelő fénysugárzás hatására kovalensen kötődik a célfehérjéhez. A besugárzás irányítása lehetővé teszi a molekulák hatásának a besugárzott területre történő korlátozását. A hatásuk gyakorlatilag bármekkora térben lokalizálható: konvencionális lámpákkal nagyobb területre, fluoreszcens vagy konfokális mikroszkóppal sejtes skálára, míg a 2-foton mikroszkópiával akár szubcelluláris lokalizáció is elérhető.

## Példa
Az azidált hatóanyagok - például azidoblebbistatin (ABleb) - úgy kerülnek megtervezésre, hogy megőrizzék biológiai aktivitásukat. Molekuláris tetoválás során a kezelni kívánt szervezethez (pl sejt- vagy szövetkultúrához, zebrahal embrióhoz) kis koncentrációjú (<EC50) azidált hatóanyagot adunk. Mivel a hatóanyag koncentrációja jóval az EC50 érték alatt van, annak hatása nem kimutatható. Ezt követően egy célterületet (egy sejtet, vagy akár szubcelluláris területet) fókuszált két-foton lézerrel besugárzunk. Ennek következtében az azidált hatóanyag aktuálisan a célfehérjével alkotott komplexei kovalensen kapcsolódnak, a nem fehérjekötött azidált hatóanyag pedig vízzel elreagál. Ez a két folyamat kiüríti az azidált hatóanyagot a besugárzott területről, ahova diffúzió útján a környezetből új azidált hatóanyag molekulák érkeznek. A célterületet a lézerrel többször végigpásztázva a célfehérje kovalens telítése érhető el.

## Előnyök
- nincs szükség a minta genetikai módosítására, hiszen a módszer a hatóanyagok fényaktiválható származékainak alkalmazásán alapul. Mindez komolyabb perspektívát nyújt a gyógyszerkutatásban.
- Az aromás azid funkciós csoportnak köszönhetően a fotoaktivációt követően az aktivált hatóanyag molekulák kovalensen kötődnek a célfehérje kötőhelyén, aminek eredményképpen egy állandó, irreverzibilis gátló ill. aktiváló hatás jön létre.
- Az „uncaging” módszerrel ellentétben a molekuláris tetoválás során alkalmazott hatóanyag koncentráció igen alacsony (jóval a hatóanyag kötési állandója alatti), a besugárzott területen azonban az összes célfehérje telíthető ismételt fotoaktiválási ciklusokkal, ami erős, hosszan tartó lokális hatást eredményez, viszont a mintában a besugárzási területen kívül nem alakul ki nem kívánt mellékhatás.